# تامیو کاواچی
تامیو کاواچی (انگلیسی: Tamio Kawachi; ۲۱ ژوئیهٔ ۱۹۳۸ – ۱۰ فوریهٔ ۲۰۱۸) بازیگر اهل ژاپن بود. وی بین سال‌های ۱۹۵۸ تا ۲۰۱۷ میلادی فعالیت می‌کرد.